# 珍宝岛事件
珍宝岛事件（中方称为珍宝岛自卫反击战）是指中华人民共和国和苏联因黑龙江流域的珍宝岛的归属问题于1969年3月間在岛上发生的武装冲突。事件以中方胜利告终，中方在事件后实际控制珍宝岛。中苏边界冲突事件致使中苏关系进一步恶化。珍寶島一役后，苏聯高層曾多次商討要對中華人民共和國進行報复，并首次明確发出先发制人和核打擊中國的威脅，中方作出相应舆论回击。
之後，蘇聯更是從周邊圍堵和威脅當時的中華人民共和國。这使得珍寶島事件成为继古巴導彈危機后冷戰期間又一次爆发全面核戰爭的重大危機。珍宝岛事件以及苏联的核威胁，促使毛泽东等中共领导层考虑缓和与美国和西方阵营的关系，中美关系此后迅速破冰。

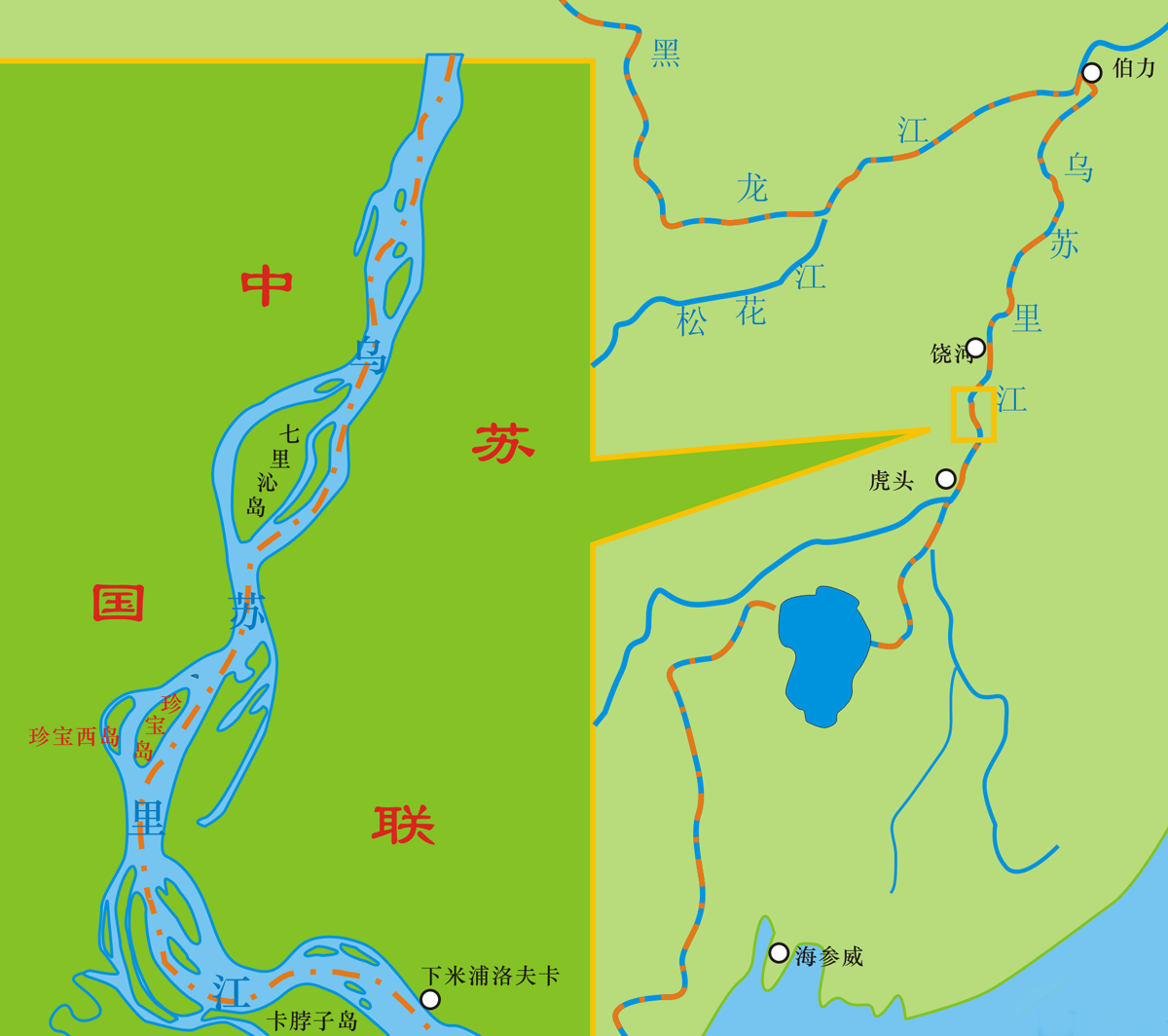
珍宝岛地理位置

## 背景
根据1860年清政府和俄罗斯帝国签署的《中俄北京条约》，中俄以乌苏里江为界。由于该岛位于界河之上，归属在整个二十世纪没有定论，中国和俄国（苏联）都曾声称拥有该岛主权。中方认为，据《中俄北京条约》，边界在乌苏里江主航道上，而该岛明显在主航道以西（中国一侧）故归属中国。
第二次世界大战末期八月風暴行動之后从1947年开始苏联红军在此巡逻。从1960年代初开始，中苏正式交恶。1964年中苏边境谈判中，苏方准备将该岛給予中方，但由于当时的中苏关系日趋恶化而中止。
1966年，文化大革命爆发，毛泽东号召“反苏修”，中国共产党批判苏联为“苏修叛徒集团”。1967年发生莫斯科红场事件，进一步导致中苏关系恶化。

## 准备
1967年到1969年初双方在边界上的若干地方，比如乌苏里江上的七里沁岛和珍宝岛，不断发生巡逻队冲突，从对骂到推搡、棍棒武斗等。从1968年开始，中方准备在中苏东部边界进行武装行动。1969年，在中共中央军委和毛泽东批准后，沈阳军区司令员陈锡联部署3月在珍宝岛进行“珍宝岛反击战”，为在4月召开的中国共产党第九次全国代表大会定基调。在筹划时说要立足于小打，“规模尽量要控制在一定范围，即这是一场局部的边界冲突！”

## 经过

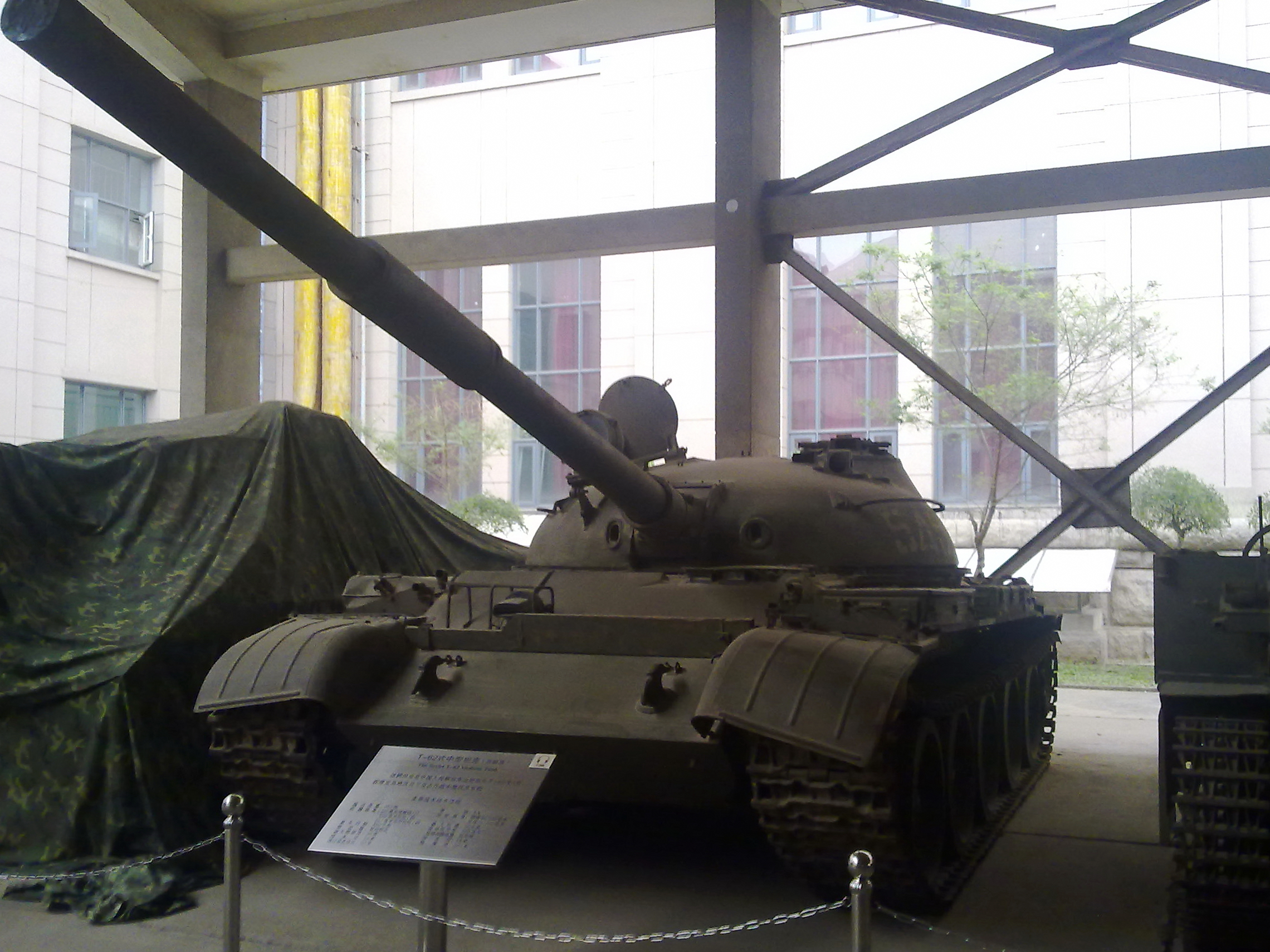
被缴获的苏军T-62坦克，后来陈列于中国人民革命军事博物馆，被炸毀的履帶已經修復

1969年3月2日苏军发现中方有人上岛，以為中方只是一如往常地想進行騷擾，便派出边防巡逻队想驱逐对方，不料巡邏隊被中方引入伏击圈，中方開火瞬間打死打伤数十人，由於均錯估戰爭爆發而導致狀況迅速惡化，局勢陷入高度緊張。3月15日和17日，中苏双方的边防部队在此再次发生武装冲突。苏军先动用了坦克、装甲车、飞机和当时的“秘密武器”——BM-21火箭炮進行威嚇。解放军使用了反坦克炮、无後座力炮等轻武器和岸上的纵深炮火。双方都声称是对方蓄意挑衅，先开火。这次战斗中方称为“珍宝岛保卫战”或“珍宝岛自卫反击战”。
3月15日，苏军派出了由一名军官和五名士兵组成的侦察小组，负责瞭望珍宝岛南部区域的动静。大约在早晨十点钟，侦察小组报告说，有越境者跨过河道登上江心岛。经大体估算后得知，越境人员为中国人民解放军一个步兵团，并有大炮、迫击炮和两辆坦克提供火力支援。苏军主力部队到达后，与越境者展开了一个半小时的战斗。据苏军直接参与者尼古拉·波波夫上校证实，这天的整个冲突持续了九个小时，期间该岛由两方反复易手达八次之多。最后，从中国一侧进入该岛的所有路径都被埋上了地雷，与之毗邻的边界地段也被苏联军队严密封锁。苏方称，是解放軍先发起了进攻，但被苏军守军击退。
与3月2日的冲突不同的是，不仅苏联边防军参加了此次交火，苏联正规军也给予了密切协作。苏军一个人数庞大的摩托化步兵团火速赶赴前沿，迅速在珍宝岛地区展开，并带去了所配备的全部火力装备。苏方还动用了火力强大的BM-21自行火箭炮。投入冲突的还有一系列其他军事化队伍，但出于保密的目的并未公之于众。战斗中，一辆行进于封冻江面上的苏军當時最先進的T-62坦克履带被地雷击毁，其乘员弃车逃生。苏方指挥官边防总队长列奥诺夫上校在该日的战斗中阵亡。
3月17日，为争夺坦克，双方互对炮击，但均未能将江面上被毁的坦克拉回。
3月21日，苏方不愿让中國人民解放軍获得这个当时最为先进的坦克，遂派出爆破组试图炸毁坦克，但被击退。之后苏军用炮火把坦克下的冰层击破，坦克沉入乌苏里江。
4月27日，中方于夜间派出海军潜水员偷偷将这辆坦克打捞出来。坦克首先被拉到位于抚顺的中国人民解放军第6409工厂（原解放军第6409国有坦克大修厂）作进一步修复，而后被拉到沈阳做了短暂停留。6月初被拉到北京。之后坦克被放在北京的中国人民革命军事博物馆中，并以此为原型作为中國人民解放軍自制坦克的蓝本。在坦克争夺的近一个月时间里，苏军火炮不断轰击，中方因暴露于炮火之下，又阵亡了数十人。
8月20日，苏联驻美大使阿纳托利·费奥多罗维奇·多勃雷宁约见了美国总统国家安全事务助理基辛格，多勃雷宁严肃地向基辛格询问关于如果苏联攻击以及破坏中国的核装置，美国的立场如何，如果中国请求美国帮助，美国怎么办？基辛格在对话中强调，中苏的大规模冲突将导致不可预测的结果，美国肯定要防止大冲突的发生；虽然美国赞成限制核武器扩张，但是攻击中国的核基地是另一回事。
8月28日。美国华盛顿明星报刊登了一篇文章，题目为《苏联欲对中国做外科手术式核打击》（"The Soviet Union wants to do a surgical nuclear attack on China"）。文章提到“据可靠消息，苏联计划使用中程弹道导弹，携带百万吨核弹头，对中国重要军事基地——酒泉，西昌发射基地，罗布泊核试验基地，及北京、长春、鞍山等重要工业城市进行外科手术式的核打击”。消息一出即掀起中苏核危机。 同日的外交备忘录认为：在中苏冲突中美国采取中立的立场，无异于偏袒苏联；若中苏冲突时间长度和规模有限，冲突或有助于早日结束越南战争，或可解决中国核武问题；如果为了维持亚洲区域权利的平衡而偏袒中国，则必须采取直接实质性的行动，否则既与苏联长期结怨，也被中国看成是苏联的帮凶。
9月16日，伦敦《晚報》刊登了莫斯科自由撰稿记者，克格勃的喉舌维克多·路易斯的文章，题目为《苏联可能对中国新疆罗布泊实行空袭》（"the Soviet Union may conduct an aerial attack against base in China's Xinjiang Lop Nur"）。
最终，在珍宝岛冲突中，中国边防军声称毙伤苏军230余人（苏联公布的苏军伤亡数字为152人），毁伤坦克装甲车辆19辆，中国边防军伤亡92人。时任美国总统尼克森政府向美国传媒泄密亦压下了中苏核危机的苗头。1978年，即在9年后，苏联官方新闻媒体俄通社-塔斯社发文否认苏联当时对中国有核打击的意图。

## 后续
战斗之后中苏双方都在江岸集结大量军队，之后由中国实际占领该岛。1969年8月，中國人民解放軍在岛上修建了营房，派驻1至4名官兵常年驻守。
事件之后，蘇聯迅速采取回应步骤：第一，提出抗议；第二，召开记者招待会；第三，发动示威游行；第四，向西方投诉；第五，准备采取“集体行动”；第六，进行核威胁；第七，提出亚安体系的构想。与此同时，中華人民共和國也做出了异乎寻常的反应：其一，举行大规模示威游行；其二，毛泽东在中央文革碰头会上讲话；其三，在全国范围内掀起针对苏联的战备高潮；其四，对苏方提出协商要求不予回应。由于北京长期对莫斯科提出的协商要求不予理睬，使得苏方采取了进一步措施，一方面，苏联在报纸上发布准备对中国的核设施进行打击的威胁；另一方面，苏联对中国实施军事报复。于同年8月，苏军在中苏西部边界铁列克提（今中国－哈萨克斯坦边境）对中方实行报复性打击，双方再次发生武装冲突。这一系列事件史称“中苏边界冲突”。
1969年6月，苏联部长会议主席柯西金请求与中国最高领导人中国共产党主席毛泽东通电话，谈苏中关系，結果中国女接线员（在向“谁”转达后）拒絕接通。
1969年9月11日，柯西金参加越南勞動黨領導人胡志明的葬礼后路过北京，和中華人民共和國国务院总理周恩来等会晤，举行了著名的机场会谈。双方达成了签署维持边界现状、防止武装冲突、双方武装力量在边界争议地区脱离接触等四点临时措施的协议。之后局势得到缓解。1990年，珍宝岛归属问题得以解决；1991年5月，中共中央总书记江泽民与苏共中央总书记米哈伊尔·戈尔巴乔夫簽定《中華人民共和國和蘇維埃社會主義共和國聯盟關於中蘇國界東段的協定》，苏联承认珍宝岛属于中国。同年12月25日，苏联解体。之后俄罗斯继承该协议，承认珍宝岛属于中国。
2004年，中俄也达成了关于黑瞎子岛的协议。根据中俄双方签署的《中华人民共和国和俄罗斯联邦关于中俄国界东段的补充协定》，俄罗斯将把占领的银龙岛的全部、黑瞎子岛的一部分领土，以及额尔古纳河上靠近内蒙古满洲里的阿巴该图洲渚，归还给中国。2005年4月，俄罗斯政府批准了这个补充协定。此前一个月，全国人民代表大会常务委员会也通过了关于批准《中华人民共和国和俄罗斯联邦关于中俄国界东段的补充协定》的决定。至此，不仅黑瞎子岛的领土争议尘埃落定，中俄长达4,300公里的边界也全部得到了确认。2008年10月，中俄两国政府在黑瞎子岛上举行了中俄国界东段界桩揭幕仪式。

## 各方反应

### 蘇聯
珍宝岛冲突爆发后，苏联领导层反应十分强烈。以苏联国防部长格列奇科元帅、部长助理崔可夫元帅等人为首的军方强硬派主张“一劳永逸地消除中国威胁”。准备动用在远东地区的中程弹道导弹，携带当量几百万吨级的核弹头，对中華人民共和國的军事政治等重要目标实施“外科手术式核打击”。同时，苏联还与美国联系，试探性地提出联合对核武器发展尚处初级阶段的中国核力量实施摧毁性打击。

### 中華人民共和國
开展“深挖洞、广积粮、不称霸”的全国性战备运动。
1969年10月14日，根据中国共产党主席毛泽东的提议，中共中央发出通知，要求在北京的中央党政军主要领导人及一些老同志，于10月20日以前全部战备疏散，应付苏聯社会帝国主义的突然袭击，经中央讨论决定：中央机关集中到北京郊区战备地下指挥部办公，由国务院总理周恩来留在北京主持工作：党主席毛泽东到武汉主持全国的大政方针，党副主席林彪到苏州负责战备。同时，中央领导人及原中央负责人也相应疏散。同日，毛泽东离京去武汉。

## 影响

### 国际格局
珍宝岛事件以及苏联所造成的核威胁，使毛泽东等中共领导层分析认为中苏矛盾大于中美矛盾，倾向缓和与美国和西方阵营的关系；当时美国也有联合中华人民共和国孤立苏联的意图，1971年7月时任美国国务卿基辛格秘密访华，中美关系随之迅速破冰。同年10月，联合国大会通过《第2758号决议》，中华人民共和国取代中华民国在联合国中的合法席位。1972年2月，时任美国总统尼克松访华，同年中华人民共和国与英国、日本、联邦德国、澳大利亚等西方阵营国家相继建交。

### 国防意义
在国防建设上，珍宝岛战役也产生了诸多影响。珍宝岛战役结束后，苏联对中国的实力也有了新的评价，这在一定程度上遏止了苏联的战争企图。此后，中苏雙方的态度都发生了转变。冷战结束和苏联解体后，中俄双方继续加深联系。随着中俄关系的升温，中俄边界勘定、中俄东马格拉2.16边境冲突事件的低调处理、双边贸易的不断发展，边境局勢已不再紧张。

### 反坦克技术
由於在珍寶島之戰中，當時中方軍備的主要反坦克武器，如75毫米無後坐力炮、85毫米加農炮和56式火箭筒等，都無法有效地擊穿T-62的正面裝甲，這刺激了中國坦克和反坦克技術的發展，中國人民解放軍開始強化反裝甲戰術的訓練，軍工及科研部門則開始加速研發新式反裝甲武器，73式100毫米滑膛反坦克炮、69式火箭筒、105毫米無後坐力炮等一系列應急裝備首先投產，其後一直到80年代。紅箭-73反坦克導彈、86式100毫米反坦克炮等都能夠有效對付蘇軍T-62坦克，基本上解決了當時的戰備需要。

### 中國人民解放軍守岛
珍寶島衝突後不久，1969年8月，中國人民解放軍在島上建立了營房開始常年駐守該島。如今島上的營房已經換了五代，4名中國人民解放軍士兵在這裡行使着國家主權，島上只有林中依舊埋藏的2,000多枚地雷和偶爾可見的雷場標誌。珍寶島事件中陣亡的71位官兵（統計至1969年11月為止，近半為排雷等事故犧牲），68位埋葬於寶清縣的珍寶島烈士陵園，齊齊哈爾的西滿烈士陵園裡有2位，十八站烈士陵園有1位。

## 观点
俄罗斯纪录片《达曼斯基1969》的观点是，当时苏联在边境进行演习，遭中方枪击，随后爆发冲突。苏联为了避免爆发全面战争因此只调动了邊防軍。3月15日，中国人民解放軍5,000多人再次攻打珍寶島，苏联为了避免爆发全面战争，只进行了有限的还击，最终使用冰雹火箭炮击退了中国人民解放军。随后苏联红军组建了阿尔法特种部队。毛泽东看到美苏关系即将缓和，就故意袭击珍寶島，结果造成苏联和美国的关系未能缓和，而中美关系缓和。苏联若大规模还击，其对美的和平承诺将被质疑，若进行小规模或者不还击，其军事大国的地位就会受损。